# Caracurt, Bolgrad
Caracurt (în albaneză Karakurti, în bulgară Каракурт, transliterat: Karakurt, în ucraineană Каракурт, transliterat: Karakurt) este un sat în comuna Vaisal din raionul Bolgrad, regiunea Odesa, Ucraina. Are 2,707 locuitori, preponderent albanezi.
Satul este situat la o altitudine de 24 metri, în partea de vest a raionului Bolgrad. El se află la o distanță de 7 km sud-est de centrul raional Bolgrad. Prin această localitate trece drumul național Reni-Odesa. Teritoriul acestei localități este traversat de râul Carasulac, care se varsă printr-un canal într-un golf al Lacului Ialpug.
Din 1947 până în 2016 satul a purtat denumirea oficială de Jovtneve (în traducere "Octombrie", după Revoluția din Octombrie). De această comună depinde administrativ satul Caracurt-Nou.

## Istoric
În imediata apropiere a satului s-au descoperit urmele unor așezări omenești de la sfârșitul epocii bronzului (sfârșitul mileniului II î.Hr.) și epoca timpurie a fierului (secolele VII-VIII î.Hr.). În secolul al XVII-lea, pe teritoriul actualului sat s-a aflat o tabără a tătarilor nogai cu denumirea de Karakurt, care înseamnă "pământ negru".
Pentru a-și consolida stăpânirea asupra Basarabiei, încă de la începuturile ocupației militare a acestui teritoriu în timpul războiului ruso-turc din 1806-1812, autoritățile țariste ruse au sprijinit stabilirea în sudul Basarabiei a familiilor de imigranți bulgari, găgăuzi și albanezi din sudul Dunării, aceștia primind terenuri și scutiri de impozite pe 10 ani. Satul Caracurt a fost fondat în anul 1811 de către coloniștii albanezi (așa-numiții arnăuți) ce proveneau din Turcia (din sudul Albaniei de astăzi). Ei trecuseră anterior în Dobrogea și de acolo fugiseră în Basarabia. Ulterior s-au stabilit și coloniști găgăuzi și bulgari.
Prin Tratatul de pace de la București, semnat pe 16/28 mai 1812, între Imperiul Rus și Imperiul Otoman, la încheierea războiului ruso-turc din 1806 – 1812, Rusia a ocupat teritoriul de est al Moldovei dintre Prut și Nistru, pe care l-a alăturat Ținutului Hotin și Basarabiei/Bugeacului luate de la turci, denumind ansamblul Basarabia (în 1813) și transformându-l într-o gubernie împărțită în zece ținuturi (Hotin, Soroca, Bălți, Orhei, Lăpușna, Tighina, Cahul, Bolgrad, Chilia și Cetatea Albă, capitala guberniei fiind stabilită la Chișinău).
În urma Tratatului de la Paris din 1856, care încheia Războiul Crimeii (1853-1856), Rusia a retrocedat Moldovei o fâșie de pământ din sud-vestul Basarabiei (cunoscută sub denumirea de Cahul, Bolgrad și Ismail). În urma acestei pierderi teritoriale, Rusia nu a mai avut acces la gurile Dunării. În urma Unirii Moldovei cu Țara Românească din 1859, acest teritoriu a intrat în componența noului stat România (numit până în 1866 "Principatele Unite ale Valahiei și Moldovei").
Între anii 1861-1862, mai mulți săteni au plecat înspre est și au format sate noi de albanezi pe teritoriul raionului Priazov din regiunea Zaporijjea: Tuiușki, Geandran și Taz.
În urma Tratatului de pace de la Berlin din 1878, România a fost constrânsă să cedeze Rusiei acest teritoriu. În anul 1913 a avut loc o răscoală a țăranilor împotriva autorităților rusești. În ianuarie 1918, activiștii bolșevici au preluat conducerea în sat. Intervenția armatei române a dus la înăbușirea rebeliunii bolșevice.
După Unirea Basarabiei cu România la 27 martie 1918, satul Caracurt a făcut parte din componența României, în Plasa Bolgrad a județului Ismail. Pe atunci, majoritatea populației era formată din albanezi, existând și comunități mici de găgăuzi, bulgari, români și ruși. La recensământul din 1930, din cei 2.812 locuitori ai satului, 1.754 s-au declarat albanezi (62.38%), 652 găgăuzi (23.19%), 273 bulgari (9.71%), 68 ruși (2.42%), 40 români (1.42%), 11 turci 4 polonezi și 2 greci. La 1 ianuarie 1940, din cei 3.442 locuitori ai satului, 2.671 erau albanezi și găgăuzi (77.60%), 528 bulgari (15.34%), 232 ruși (6.74%) și 11 români (0.32%).
În perioada interbelică, județul Ismail a fost împărțit în 3 regiuni agricole, cu reședința în Caracurt, Ceamașir și Curciu. Satul s-a aflat în aria de interes a activiștilor bolșevici din URSS care au desfășurat aici o activitate de propagandă comunistă. În sat a funcționat o celulă clanestină, care aparținea de comitetul revoluționar din Cubei. Mai mulți locuitori ai satului au participat la Răscoala de la Tatarbunar din 1924, organizată de bolșevicii din URSS. Poliția a arestat 31 localnici, mai multe persoane fiind condamnate de tribunalul militar.
Ca urmare a Pactului Ribbentrop-Molotov (1939), Basarabia, Bucovina de Nord și Ținutul Herța au fost anexate de către URSS la 28 iunie 1940. După ce Basarabia a fost ocupată de sovietici, Stalin a dezmembrat-o în trei părți. Astfel, la 2 august 1940, a fost înființată RSS Moldovenească, iar părțile de sud (județele românești Cetatea Albă și Ismail) și de nord (județul Hotin) ale Basarabiei, precum și nordul Bucovinei și Ținutul Herța au fost alipite RSS Ucrainene. La 7 august 1940, a fost creată regiunea Ismail, formată din teritoriile aflate în sudul Basarabiei și care au fost alipite RSS Ucrainene .
În perioada 1941-1944, toate teritoriile anexate anterior de URSS au reintrat în componența României. Apoi, cele trei teritorii au fost reocupate de către URSS în anul 1944 și integrate în componența RSS Ucrainene, conform organizării teritoriale făcute de Stalin după anexarea din 1940, când Basarabia a fost ruptă în trei părți.
În 1946, au fost organizate trei colhozuri în sat. În anul 1947, autoritățile sovietice au schimbat denumirea oficială a satului din cea de Caracurt în cea de Jovtneve (în traducere "Octombrie", după Revoluția din Octombrie). În anul 1954, Regiunea Ismail a fost desființată, iar localitățile componente au fost incluse în Regiunea Odesa.
Începând din anul 1991, satul Caracurt face parte din raionul Bolgrad al regiunii Odesa din cadrul Ucrainei independente. În prezent, satul are 2.707 locuitori, preponderent albanezi. În localitate trăiesc și etnici găgăuzi, bulgari, moldoveni, ucraineni și ruși.

## Economie
Locuitorii satului Caracurt se ocupă în principal cu agricultura. Se cultivă cereale, zarzavaturi și viță de vie. Ferma din sat se ocupă și cu producția de carne și de lactate.

## Demografie
Componența lingvistică a localității Caracurt
     Albaneză (48,6%)
     Bulgară (18,47%)
     Rusă (15,11%)
     Găgăuză (11,49%)
     Ucraineană (4,62%)
     Română (1,37%)
     Alte limbi (0,34%)
Conform recensământului din 2001, nu exista o limbă vorbită de majoritatea populației, aceasta fiind compusă din vorbitori de albaneză (48,60%), bulgară (18,47%), rusă (15,11%), găgăuză (11,49%), ucraineană (4,62%) și română (1,37%).
1930: 2.812 (recensământ) 
1940: 3.442 (estimare)
2001: 2.707 (recensământ)

## Obiective turistice
- Monumentul lui V.I. Lenin